# 산교신코센터역
산교신코센터역(일본어: 産業振興センター駅)은 일본 가나가와현 요코하마시 가나자와구에 있는 요코하마 신도시 교통 가나자와 시사이드 라인의 역이다. 역 번호는 7이다. 2010년 4월부터 3년간 "알파 본사 앞"의 부역명이 부기되었다.

## 역 구조
섬식 승강장 1면 2선의 고가역이다. 승강장의 하부에 역사가 있지만 무인역이다. 자동 개찰기와 자동 매표기가 설치되어 있다.

### 승강장
| 번호 | 노선          | 방향 | 행선                            |
| ---- | ------------- | ---- | ------------------------------- |
| 1    | 시사이드 라인 | 하행 | 핫케이지마・가나자와핫케이 방면 |
| 2    | 시사이드 라인 | 상행 | 나미키추오・신스기타 방면       |

## 역 주변
- 요코하마 시 가나자와 산업 진흥 센터
- 요코하마 가나자와 하이테크 센터
- 요코하마 테크노 타워 호텔 하미루
- 알파 본사
- 수도고속도로 완간 선
- 국도 357호선

## 역사
- 1989년 7월 5일: 영업 개시.
- 2005년 3월 21일: 자동 매표기 갱신, 사용 개시.
- 2006년 9월 1일: 지상과 개찰구를 연결하는 엘리베이터 가동 개시.
- 2010년 4월 1일: 키 제조 회사인 알파가 명명권을 취득하여 3년간 "알파 본사 앞"의 부역명이 부기됨[1].

## 인접역
| 요코하마 신도시 교통 가나자와 시사이드 라인 | 요코하마 신도시 교통 가나자와 시사이드 라인 | 요코하마 신도시 교통 가나자와 시사이드 라인 |
| ------------------------------------------- | ------------------------------------------- | ------------------------------------------- |
| 6 사치우라 신스기타 방면                    |                                             | 후쿠우라 8 가나자와핫케이 방면              |